# Radosław Sobolewski
Radosław Sobolewski (Białystok, 13 dicembre 1976) è un allenatore di calcio ed ex calciatore polacco, di ruolo centrocampista.

## Carriera

### Club
Ha iniziato a giocare da professionista nella stagione 1994-1995 con il Jagiellonia Białystok. Nel 1998 si trasferì al Wisła Płock, dove ha militato per quattro stagioni e con cui ha debuttato in Ekstraklasa (la Serie A polacca) il 7 marzo 1998 contro il Raków Częstochowa; nella stagione 2001-2002, a causa di divergenze d'opinioni con l'allora presidente Krzysztof Dmoszyński, Sobolewski fu costretto a giocare nella squadra delle riserve. A metà della stagione 2002-2003 passò al Dyskobolia Grodzisk Wielkopolski, restandovi poi fino alla primavera del 2004. Dal 2005 al 2013 ha militato nel Wisła Cracovia, con cui ha vinto quattro campionati polacchi.

### Nazionale
Nella Nazionale di calcio polacca Sobolewski ha collezionato 32 presenze, segnando un gol nell'amichevole disputata a Tallinn il 20 agosto 2003 e vinta contro l'Estonia per 1-2. Inoltre fu convocato per il campionato del mondo 2006 in Germania: nel torneo fu espulso nella seconda partita del girone preliminare contro la Germania, risultando così il quarto calciatore espulso in quell'edizione dei Mondiali ed il primo polacco espulso in assoluto nella storia della manifestazione.
Sobolewski si è ritirato dalle competizioni internazionali il 20 novembre 2007, tre giorni dopo aver contribuito a far qualificare la Polonia agli Europei 2008 con la vittoria contro il Belgio per 2-0.

## Palmarès

### Club

#### Competizioni nazionali
- Campionato polacco: 4

Wisła Cracovia: 2004-2005, 2007-2008, 2008-2009, 2010-2011
- Puchar Polski: 1

Dyskobolia: 2004-2005
- Campionato polacco di seconda divisione: 1

Wisła Płock: 1998-1999